# Linaria pelisseriana
Linaria pelisseriana is een kruidachtige plant uit het geslacht vlasleeuwenbek (Linaria), die voorkomt in het Middellandse Zeegebied.
Het is een weinig opvallende plant van zandige bermen en graslanden.

## Naamgeving enetymologie
- Engels: Jersey Toadflax, Pelisser's Toad-flax
- Frans: Linaire de Pélissier

De botanische naam Linaria is afkomstig van het Latijnse Linum (vlas). De soortaanduiding pelisseriana is een eerbetoon aan Guillaume Pellisier (1490-1568), bisschop van Montpellier van 1526 tot 1558, die de plant zou ontdekt hebben.

## Kenmerken
L. pelisseriana is een tot 40 cm hoge, overblijvende plant met dunne, rechtopstaande, onvertakte en onbehaarde bloemstengels. De onderste bladeren staan op korte, onvruchtbare zijtakken en zijn drietallig, kort gesteeld, ovaal van vorm en tot 1 cm lang, de hogere staan verspreid, zijn ongesteeld, lijnvormig en tot 4 cm lang.
De bloemen staan met enkele bij elkaar in een aanvankelijk korte, maar later uitgerokken eindstandige bloemtros. Ze zijn tot 2,5 cm groot, violet gekleurd met een wit gehemelte. De schutblaadjes zijn lijnvormig en korter dan de bloemsteeltjes. De kelkblaadjes zijn aan de basis gefuseerd en tot 4 mm lang. De kroon is tot 18 mm lang en bestaat uit vijf tot een buis gefuseerde kroonbladen, die twee bloemlippen vormen, de bovenste met twee rechtopstaande, smalle, langwerpige lobben, de onderste met twee kortere, teruggeslagen lobben. De onderzijde van de buis gaat over in een tot 9 mm lang, licht gebogen spoor. De vrucht is een doosvrucht met schijfvormige, gevleugelde zaden.
De plant bloeit van april tot juli.

## Habitaten verspreiding
L. pelisseriana komt vooral voor op zandige bodems zoals in bermen en graslanden, van zeeniveau tot 500 m hoogte.
De plant is wijd verspreid in Zuid-Europa, vooral in het Middellands Zeegebied van Spanje en Algerije  tot aan het Midden-Oosten en de Kaukasus. In Frankrijk voornamelijk in het westen, centraal en het zuiden en op Corsica. De plant is niet gemeld in België of Nederland.
De plant is door de mens geïntroduceerd in Australië, onder ander in New South Wales, Queensland en Victoria.
... · 
L. arvensis (Blauwe leeuwenbek) · 
L. alpina (Alpenleeuwenbek) · 
L. canadensis · 
L. dalmatica · 
L. genistifolia · 
L. pelisseriana · 
L. purpurea (Walstroleeuwenbek) · 
L. repens (Gestreepte leeuwenbek) · 
L. supina (Liggende leeuwenbek) · 
L. triornithophora · 
L. vulgaris (Vlasbekje) · 
...